# Isleworth Mona Lisa
Isleworth Mona Lisa là một bức chân dung thế kỷ 16 được vẽ bằng chất liệu sơn dầu trên canvas mô tả cùng chủ đề với bức tranh Mona Lisa của Leonardo da Vinci, mặc dù với nhân vật trong tranh (Lisa del Giocondo) được miêu tả là ở độ tuổi trẻ hơn.
Bức tranh được cho là đã được mang từ Ý đến Anh vào những năm 1780, và ra mắt công chúng vào năm 1913 khi nhà sành sỏi người Anh Hugh Blaker mua lại nó từ một trang viên ở Somerset, nơi nó được cho là có đã bị treo hơn một thế kỷ. Bức tranh cuối cùng sẽ lấy tên không chính thức là Isleworth Mona Lisa từ xưởng vẽ của Blaker ở Isleworth, phía Tây London. Kể từ những năm 1910, các chuyên gia trong nhiều lĩnh vực khác nhau cũng như các nhà sưu tập đã giành được quyền sở hữu bức tranh đã khẳng định rằng các yếu tố chính của bức tranh là tác phẩm của chính Leonardo, như một phiên bản trước đó của Mona Lisa.